# St. Konrad (Neuss)

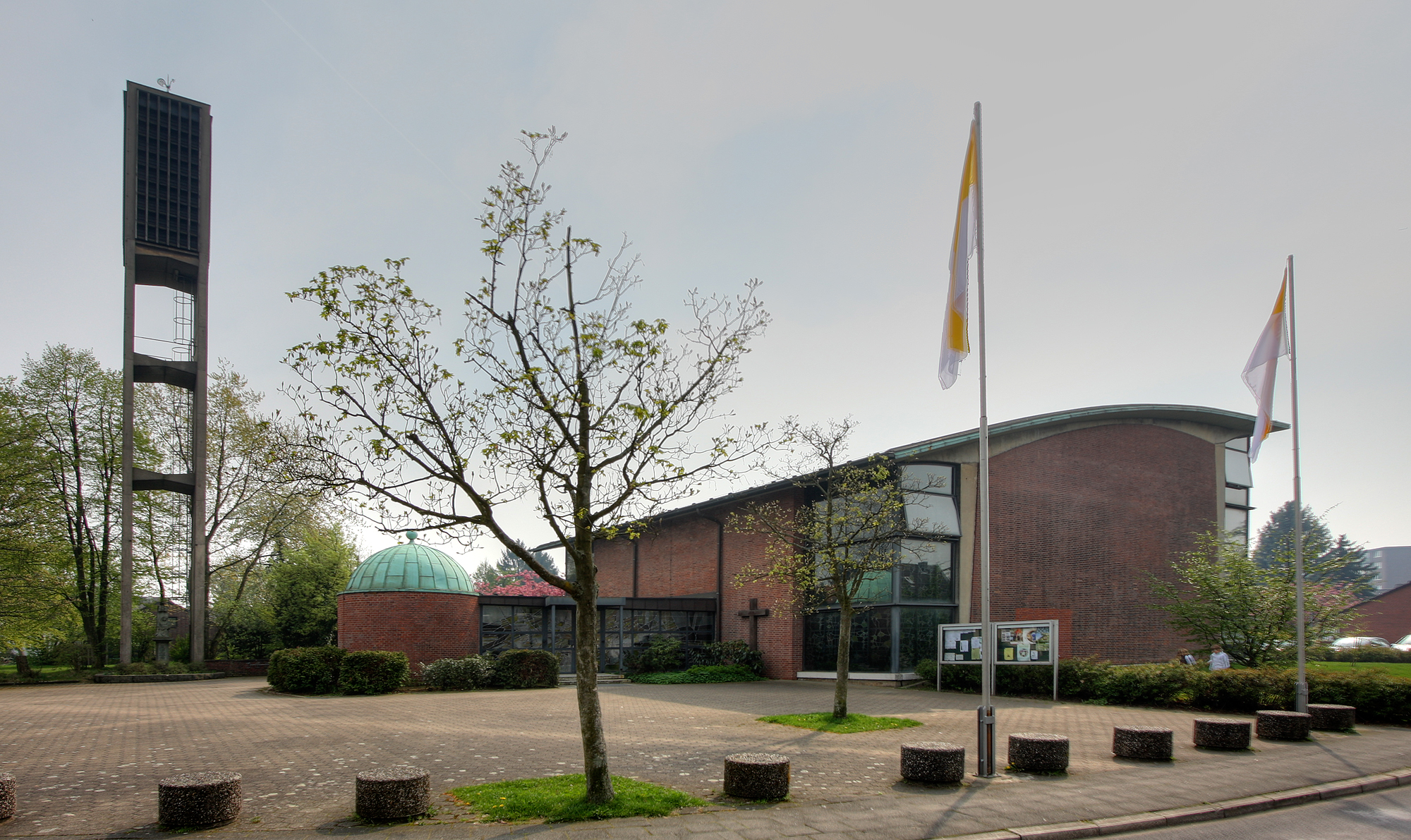
St. Konrad von Norden gesehen

St. Konrad ist eine Pfarrkirche in Neuss-Gnadental. Ihr Schutzpatron ist Konrad von Parzham (1818–1894), der 1934 heiliggesprochen wurde.

## Entstehung der Gemeinde
In den 1930er Jahren wuchs der Stadtteil Gnadental deutlich, so dass 1938 das von der Dreikönigspfarrei abhängige Rektorat St. Konrad als neue Seelsorgeeinheit gegründet wurde. Der Stadtteil besaß bereits drei Kirchen bzw. Gottesdiensträume: die Anstaltskirche des St.-Alexianer-Klosters, außerdem die Kirche des St.-Josef-Klosters und den Gottesdienstraum im Kloster Immaculata. Nach dem Wiederaufbau des Stadtteils nach dem Zweiten Weltkrieg gab es in Gnadental den Wunsch nach einer eigenen Pfarrkirche.

## Die Kirche
Am 14. März 1954 erfolgte der erste Spatenstich zum Bau der heutigen St.-Konrad-Kirche. Die Kirche wurde nach Plänen des Architekten Gottfried Böhm mitten auf der grünen Wiese errichtet. Der Grundstein wurde am 22. Oktober 1955 gesetzt. Der Grundstein diente zugleich als Schlussstein. Kardinal Josef Frings weihte die Kirche am 20. April 1958 ein.
Man hatte sich wohl auch deshalb für einen Entwurf Böhms entschieden, weil man den geistigen Neuanfang nach dem Zweiten Weltkrieg auch architektonisch in Szene setzen wollte. Rektoratspfarrer Peter Richrath wollte „Mut zu etwas Neuem“ und hatte sich deshalb für Böhm entschieden, der die Kirche in moderner Architektursprache errichten sollte.
Das Kirchengebäude wird von einem Stahlbetonskelett getragen. Das fast quadratische Hauptschiff wird von vier Betonrahmen überragt. Die aus Sichtbeton gegossene Chorapsis ist baldachinartig hineingefügt.
Die Betonrahmen sind mit Ziegelsteinen ausgemauert. Andere Wände sind mit großen Glasfenstern ausgefüllt. Die Entwürfe zu den Glasfenstern stammen von Gottfried Böhm.

## Ausstattung
Den Eingang zur Kirche bildet ein schmaler, von Glasfenstern gesäumter Gang, an dessen einem Ende sich die kreisrunde Taufkapelle, von einem Kegeldach überwölbt, befindet. Der Gang in die Kirche führt vom Taufbecken – als Beginn des christlichen Lebens – über ein mitten im Gang stehendes Weihwasserbecken in die Kirche hinein. Der aus dem Jahr 1840 stammende Taufstein aus weißem Marmor ist ein Geschenk der Pfarrgemeinde des Quirinus-Münsters aus dem Jahr 1938. Hier empfing bereits Josef Kardinal Frings das Sakrament der Taufe. Vermutlich wurde er nach Entwürfen des Kölner Dombaumeisters Ernst Friedrich Zwirner geschaffen.

## Der Schutzpatron
Als Schutzpatron wählte man den heiligen Konrad von Parzham: „Mit dem 1934 heiliggesprochenen Kapuzinerbruder aus dem Marienwallfahrtsort Altötting konnte man die Bescheidenheit und Dienstbereitschaft eines Klosterpförtners der Großmannssucht einer vergangenen Epoche entgegensetzen.“